# Kalisz (Dziemiany)

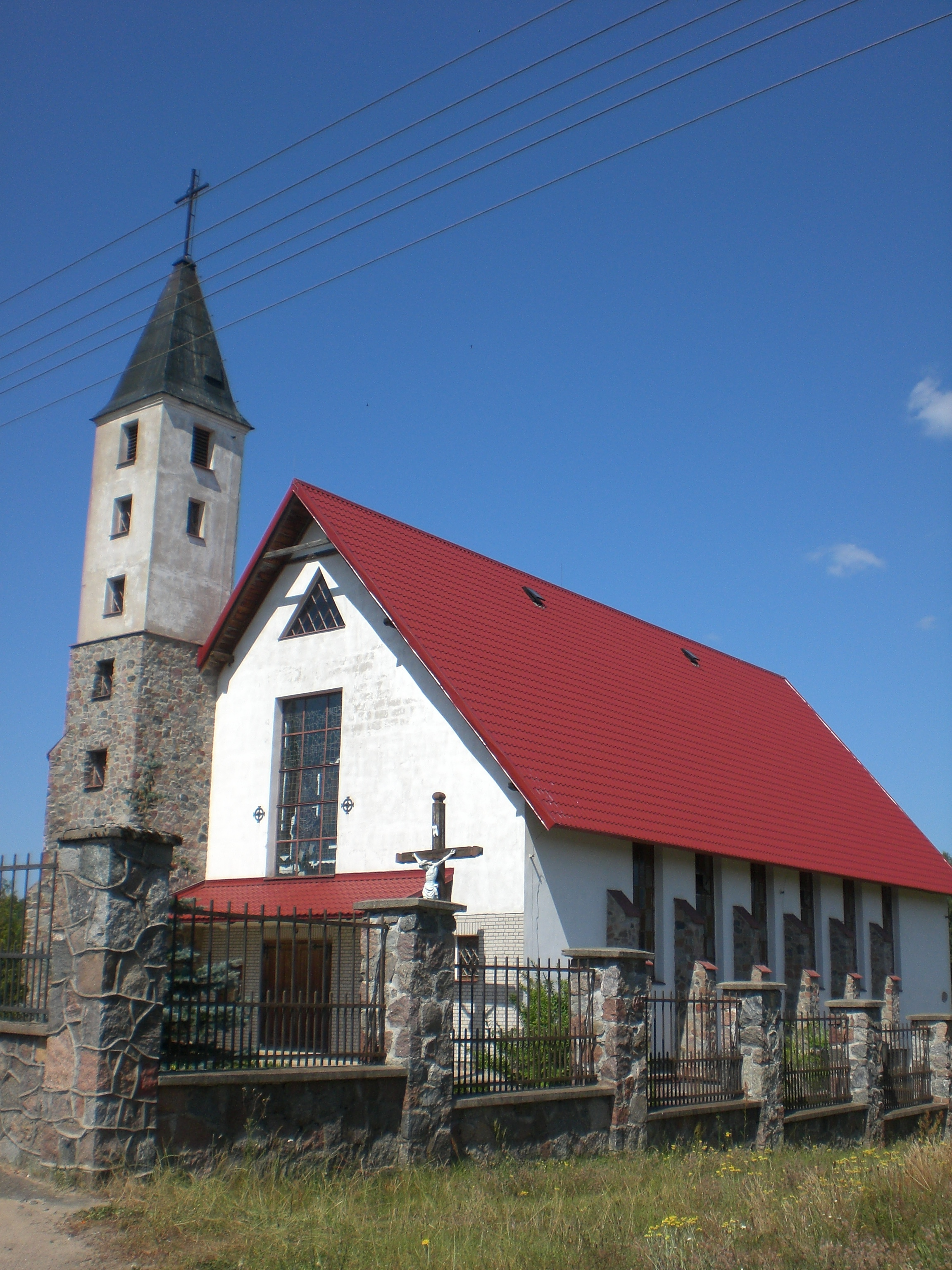
St. Roch Kirche in Kalisz, Gmina Dziemiany, in der polnischen Woiwodschaft Pommern

Kalisz [ˈkaliʂ] (kaschubisch Kalisz, deutsch Kalisch) ist ein Dorf in der Gmina Dziemiany, in der polnischen Woiwodschaft Pommern. Es liegt fünf Kilometer nordöstlich von Dziemiany (Dzimianen), fünfzehn Kilometer südwestlich von Kościerzyna und 66 Kilometer südwestlich von Danzig.
Kalisz hat einen Haltepunkt an der Bahnstrecke Chojnice–Kościerzyna.